# Igor Semsjov
Igor Petrovitsj Semsjov (Russisch: Игорь Петрович Семшов)  (Moskou, 6 april 1978) is een voormalig betaald voetballer uit Rusland, die bij voorkeur op het middenveld speelde. Hij verruilde in 2009 Dinamo Moskou voor FK Zenit Sint-Petersburg, maar keerde een seizoen later weer terug. In 2002 debuteerde hij in het Russisch voetbalelftal, waarvoor hij 55 officiële interlands speelde.
Semsjovs profloopbaan begon in 1996 bij FK CSKA Moskou, waar hij doorstootte vanuit de jeugdopleiding. Hij verkaste in 1998 naar Torpedo Moskou en zeven seizoenen later - voor het eerst - naar Dinamo Moskou. Sinds 2009 speelt hij voor FC Zenit Sint-Petersburg.
Semsjov behoorde tot de Russische nationale selectie tijdens onder meer het WK 2002, het EK 2004 en het EK 2008.